# Scinda circula
Scinda circula är en insektsart som först beskrevs av Delong och Ruppel 1951.  Scinda circula ingår i släktet Scinda och familjen dvärgstritar. Inga underarter finns listade i Catalogue of Life.